# كلية هندسة الطاقة (جامعة أسوان)
كلية هندسة الطاقة جامعة أسوان تأسست عام 1989 تحت مسمي المعهد العالي للطاقة ثم تغيير المسمي من المعهد العالي للطاقة إلي كلية هندسة الطاقة سنة 2011.

## عن الكلية
تعتبر كلية هندسة الطاقة جامعة أسوان من أولي كليات الهندسة في جنوب الصعيد، إذ تأسست كلية هندسة الطاقة بأسوان تحت مسمي المعهد العالي للطاقة عام 1989 لتخرج المهندسيين المتخصصين في خدمة مجالات الكهرباء والطاقة القادرين على استيعاب التكنولوجيا الحديثة في هذه المجالات والتعامل معها بكفاءة في الموقع ومواكبة تطوراتها العالمية المستمرة، وإستمرت تبعية الكلية لوزارة التعليم العالي حتي عام 2006 حيث تم انضم الي جامعة جنوب الوادي فرع جامعة اسوان تم تم تغيير المسمي من المعهد العالي للطاقة إلي كلية هندسة الطاقة سنة 2011.
كانت اللائحة الاولي للكلية تعمل بنظام الفصلين الدراسيين منذ إنشائها وحتي عام 2007 ، ثم تم العمل بلائحة تعمل بنظام الساعات المعتمدة منذ عام 2007 حتي الآن، ومن واقع الخبرات المتراكمة للأقسام والشعب المختلفة أصبحت الرغبة ملحة لتطویر وتعدیل اللوائح الدراسیة لمرحلتي البكالوریوس والدارسات العلیا والانتقال من نظام الساعات المعتمدة إلي نظام الفصلین الدراسیین مرة أخري لما تبین من صعوبة تطبیق نظام الساعات المعتمدة بالكلية لقله أعدد أعضاء هیئة التدریس والإمكانیات المعملیة والإنشائیة وكذلك الخبرات في تطبيق النظام.

## رؤية الكلية
تتطلع كلية هندسة الطاقة جامعه اسوان لتكون رائدة في مجالات الهندسة والطاقة بمصر بتقديم فرص جيدة للتعليم والبحث العلمى والاستشارات الهندسية لخدمة المجتمع.

## اقسام الكلية
1. هندسة القوى الكهربية
2. هندسة القوى الميكانيكية
3. هندسة الإنتاج والتصميم الميكانيكي
4. هندسة التحكم في الطاقة
5. هندسة الطاقة المستجدة والمستدامة "خاص بمصروفات"

## رسالة الكلية
تديم فرص جيدة للأبحاث المتعلقة بمجالات الهندسة والطاقة وإعداد باحثين قادرين على المنافسة والاستفادة من الموارد الطبيعية الموجوده باقليم جنوب الصعيد وغيرها في خدمة المجتمع والبيئة المحيطة.

## دور الكلية خلال أزمة فيروس كورونا المستجد
كلية هندسة الطاقة بدأت في تصنيع كمامات طبية مساهمة من جامعة أسوان لمواجهة أزمة فيروس كورونا المستجد للعمل على توفير الكمامات الطبية لأبناء جامعة أسوان  والمواطنين للوقاية من عدوى انتشار الفيروس وتخفيف عبء الحصول عليها.
وجه رئيس جامعة أسوان الشكر لعميد  كلية هندسة الطاقة وفريق العمل من مختلف الأقسام  لمجهوداتهم في تنفيذ هذه المبادرة واستغلال الإمكانيات المتاحة بالكلية لمواجهة فيروس كورونا المستجد، وتنفيذ الإجراءات الإحترازية والوقائية لمكافحة انتشار العدوى وتقديم خدمة للمجتمع في ظل هذه الأزمة التي تتطلب تكاتف وتعاون الجميع لتحقيق السلامة والحماية للمواطنين ولجنود الجيش الأبيض وتقديم المستلزمات الطبية اللازمة لهم لحمايتهم من العدوى، مؤكدا على دعمه الكامل لوحدة الإنتاج بكلية هندسة الطاقة وكلية التربية النوعية.